# Kickbase
Kickbase ist eine Fußball-Manager-App für iOS und Android, die 2013 von Anatol Korel, Daniel Wagner, Felix van de Sand und Ante Kristo in München gegründet wurde. Kickbase hat derzeit zwei Spielmodi – den Kickbase Manager (saisonales Strategiespiel) und Kickbase Challenges (Spieltag-bezogenes Tippspiel).
Im Gegensatz zu anderen Online-Managern, wie z. B. dem Kicker Manager, basiert das Spielprinzip von Kickbase auf Echtzeitdaten, die vom Sportanalyseunternehmen Opta Sports zur Verfügung gestellt werden. Während einer Begegnung der Fußball-Bundesliga werden alle relevanten Aktionen der Fußballspieler auf dem Platz analysiert und in Kickbase-Punkte umgewandelt. Diese Punkte können in der App in Echtzeit von den Spielern eingesehen werden. Der Spieler mit den meisten Punkten erhält die Auszeichnung Spieltagssieger.

## Spielmodi

### Kickbase Manager
Im Kickbase Manager treten Kickbase-Spieler in unterschiedlichen Ligen (mit maximal 18 Managern pro Liga) gegeneinander an, indem sie mit einem gesetzten Budget eine möglichst starke Fußball-Mannschaft aus echten Bundesliga-Profis zusammenstellen. In jeder Liga gibt es dabei jeden Fußballspieler nur ein einziges Mal – wird ein Spieler von der App-internen Handelsplattform, dem Transfermarkt, gekauft, kann er von nun an nur noch in einem Handel zwischen zwei Managern weitergegeben werden. Vor einem Spieltag stellt jeder Manager eine Startelf aus seinem Kader auf, die für ihn punkten soll. Spielt einer der aufgestellten Spieler dann in der Realität, werden alle relevanten Spielaktionen vom Pass bis zum Torschuss analysiert und in Kickbase-Punkte umgewandelt. Ziel des Spiels ist es, möglichst viele Punkte während einer Saison zu sammeln. Die Bundesliga-Spieler können dabei jederzeit zwischen den Managern einer Liga und dem Kickbase-Transfermarkt gehandelt werden. Der Marktpreis der Spieler variiert jedoch täglich und richtet sich dabei nach der Nachfrage innerhalb der Kickbase-Community.

### Kickbase Challenges
Kickbase Challenges ist ein globaler Wettkampf zwischen allen partizipierenden Kickbase-Challenges-Nutzern. Ziel ist es, mit einem festgelegten Budget die optimale Startelf aufzustellen, allerdings nicht über eine ganze Saison hinweg, sondern nur für den aktuellen Spieltag. Dabei kann aus allen Spielern der 1. Fußball-Bundesliga gewählt werden. Kickbase und verschiedene Partner veranstalten neben der wiederkehrenden Matchday Challenge immer wieder unterschiedliche Challenges mit unterschiedlichen Regeln und Preisen.

## Kickbase in der Höhle der Löwen
2016 war Kickbase Teil der 3. Staffel der VOX-Unterhaltungsshow Die Höhle der Löwen, verließ diese jedoch ohne Investition. In einem darauf folgenden Interview bei Gründerszene.de äußerte der Gründer Anatol Korel, dass eine Investition nicht das primäre Ziel der Teilnahme gewesen sei.
Nach der Ausstrahlung bei Die Höhle der Löwen wuchs die Community stetig und ist mittlerweile bei 200.000 Usern und über 1.000.000 Downloads der App. Damit ist Kickbase eine der größten Manager-Communitys Deutschlands.
Kickbase ist kostenlos spielbar, finanziert sich aber durch das Anbieten von Premiuminhalten, die durch ein Account-Upgrade per Abonnement erworben werden können.

## Belege
1. ↑  Kickbase Manager-Spiel für die Bundesliga. In: Startup-Unternehmen Digitalisierung VC StartupValley. 12. September 2016 (startupvalley.news [abgerufen am 25. August 2017]).
2. ↑  Kickbase bei VOX - Die Höhle der Löwen. In: vox.de. (vox.de [abgerufen am 25. August 2017]).
3. ↑  „Wir sind kein Fail“. In: Gründerszene Magazin. (gruenderszene.de [abgerufen am 25. August 2017]).
4. ↑  Eine Million Downloads mit Growth Hacking: Wie Kickbase das Comunio der Mobile-Ära werden will. In: Daily. 21. August 2017 (omr.com [abgerufen am 25. August 2017]).
5. ↑  Preise. Abgerufen am 16. Dezember 2020.